# Bomarion signatipenne
Bomarion signatipenne är en skalbaggsart som beskrevs av Pierre Émile Gounelle 1909. Bomarion signatipenne ingår i släktet Bomarion och familjen långhorningar. Inga underarter finns listade.